# フランス領南方・南極地域の旗

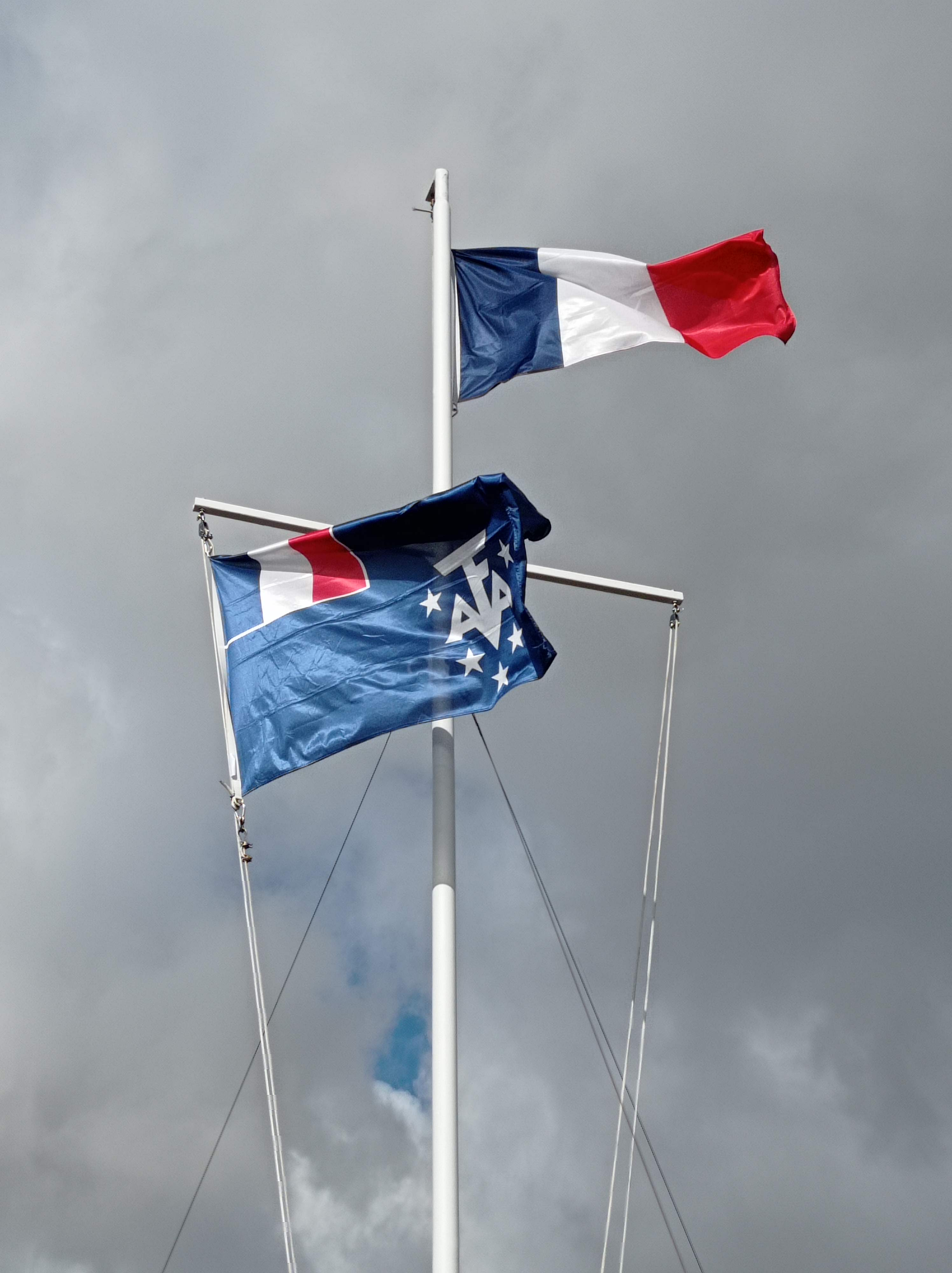
アムステルダム島に掲揚されているフランス国旗とTAAFの旗

フランス領南方・南極地域の旗（フランスりょうなんぽう・なんきょくちいきのはた、フランス語: Drapeau des Terres Australes et Antarctiques Françaises）は、フランスの海外領土フランス領南方・南極地域の旗。2007年2月23日に採択された。

## デザイン
フランスの国旗をカントン部（左上）に配置し、残りを青地とする。青地とフランスの国旗の同化を防ぐため、多くの場合フランスの国旗には白い縁取りが施される。右下半分にはフランス語名のTerres australes et antarctiques françaisesの略称であるTAAFの白色のモノグラムが描かれる。モノグラムは錨を模しており、その周りを5つの白い星が囲んでいる。この5つの星はTAAFを構成する5つの地域だと考えられることもあるが、旗制定の法令には星の意味は明記されていない。

## 歴史

TAAF行政長官の旗

TAAFの初代行政長官グザヴィエ・リシェールは1958年に行政長官の旗を制定した。行政長官の旗は星が3つであることを除いて、後に制定されたTAAFの旗とほぼ同じであった。行政長官の旗の3つの星はフランス海軍の海軍中将を表す階級章に由来している可能性も考えられているが、リシェールは軍人ではない。